# Charles Robert Dickson
Charles Robert Dickson, född 10 april 1876 i Kristianstad, död 9 december 1936 i en flygolycka vid Croydons flygplats i Storbritannien, var en svensk bankman och försäkringsman.
Charles Dickson var son till Robert Dickson och Sigrid Adelaide Sparre af Rossvik. Samt systerson till Sixten Sparre. Han blev juris kandidat vid Uppsala universitet 1900 och utsågs 1907 till adjungerad ledamot av Svea hovrätt. Dickson invaldes 1907 i AB Stockholms enskilda banks styrelse, var 1907–1910 bankens kassadirektör, sekreterare och ombudsman för Svenska Bankföreningen 1910, VD där 1917–1928 och jourhavande direktör i Försäkrings AB Skandia-Freja 1929. Dickson innehade ett flertal offentliga uppdrag och var under första världskriget bland annat ledamot av börslagstiftningskommittén, statens krigsberedskapskommission samt taxerings-, prövnings-, värnskatte- och krigskonjunkturnämnderna. Han var även styrelseledamot i Prins Carls uppfostringsinrättning för fattiga barn och ledamot av överstyrelsen för Konung Oscar II:s jubileumsfond. Tillsammans med Albert Kôersner utgav han Moratorium (1–5, 1915–1922). I egenskap av hög frimurare besökte han tillsammans med Arvid Lindman den skotska landslogens 200-årsjubileum i Edinburgh. På återresan därifrån omkom han vid flygolyckan vid Croydon. Dickson är begravd på Norra begravningsplatsen utanför Stockholm.